# Carl Plym

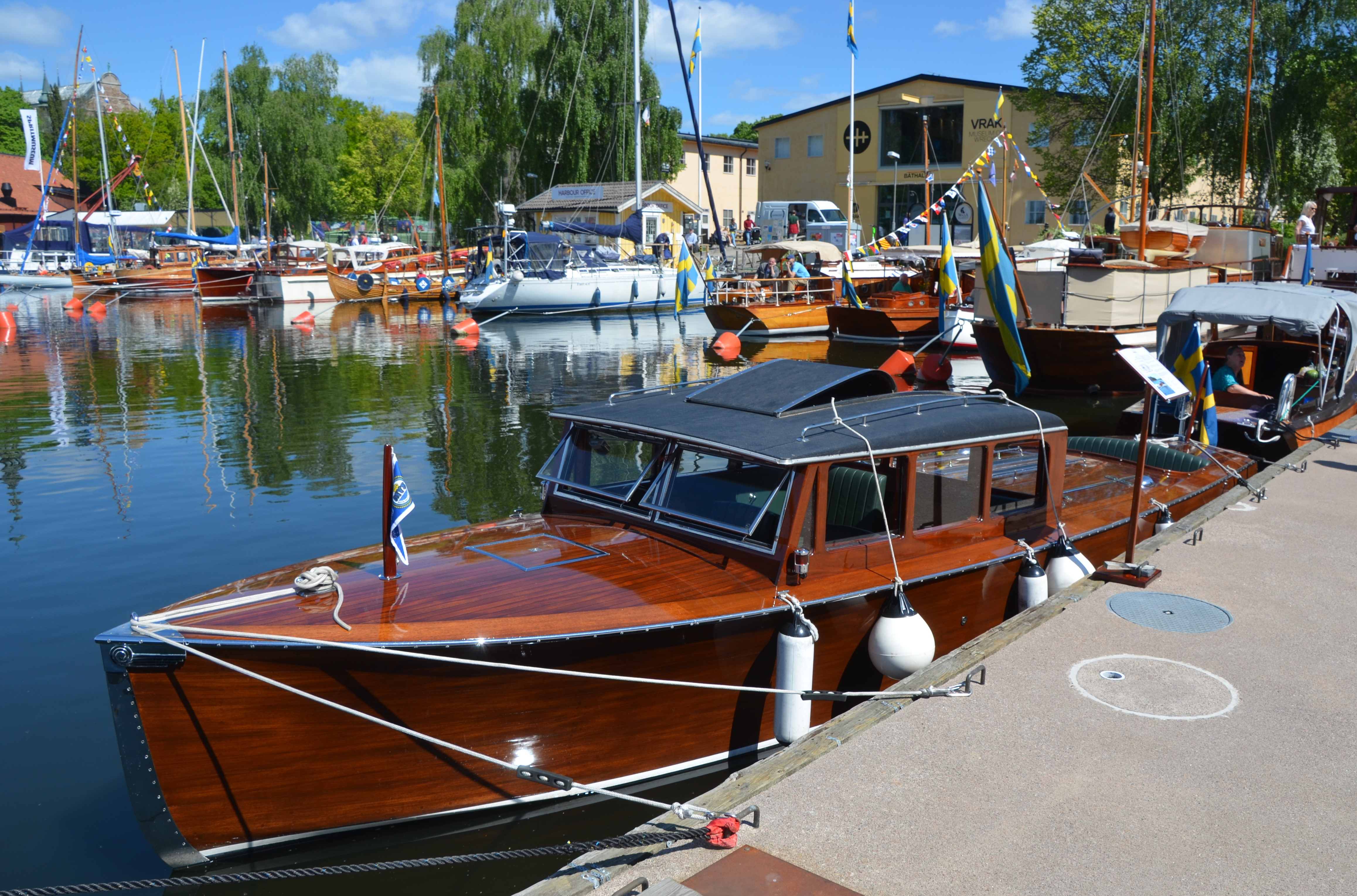
Plymdroskan Eva i Wasahamnen på Djurgården i Stockholm, 2021.

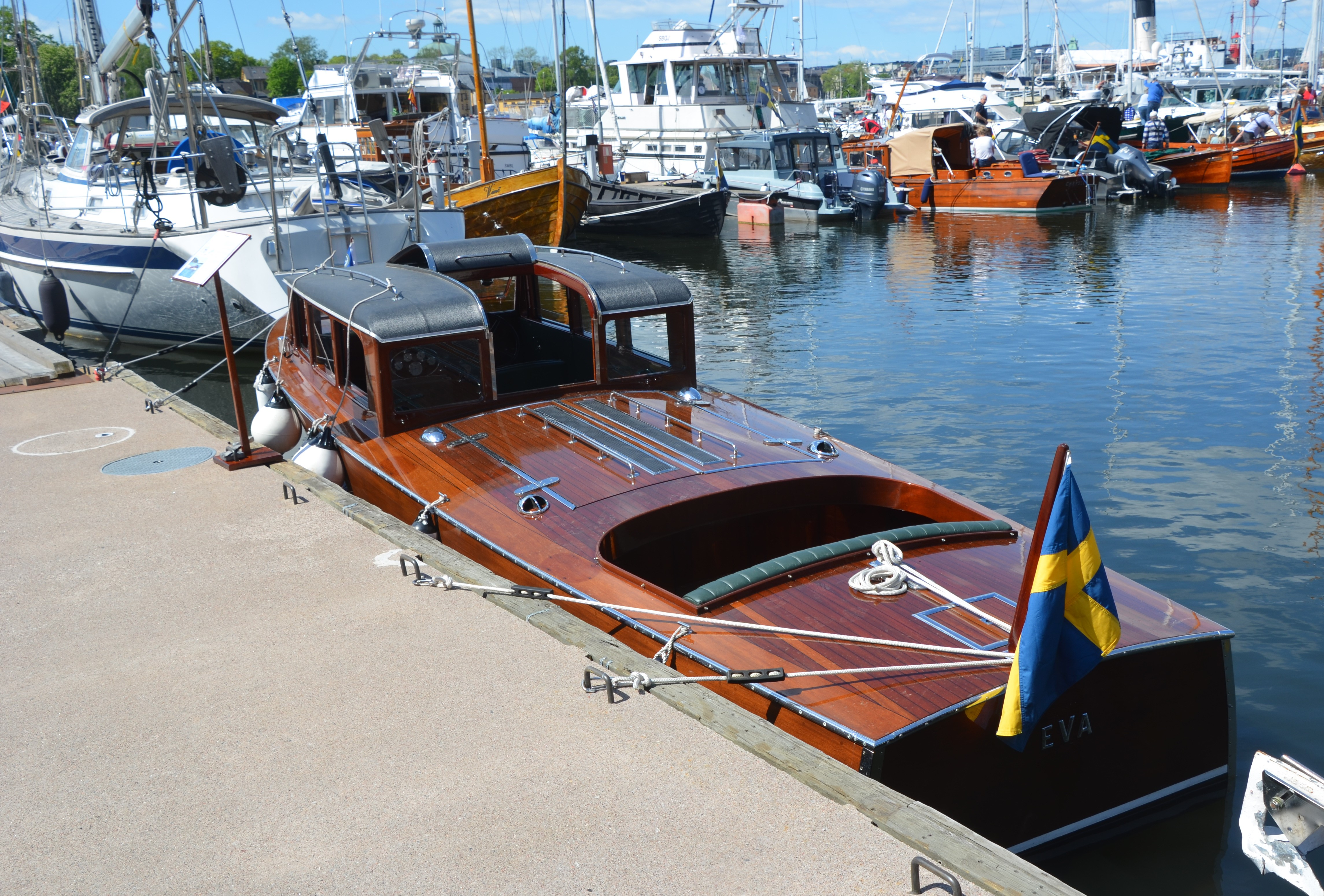
Passbåten Eva i Wasahamnen, 2021.

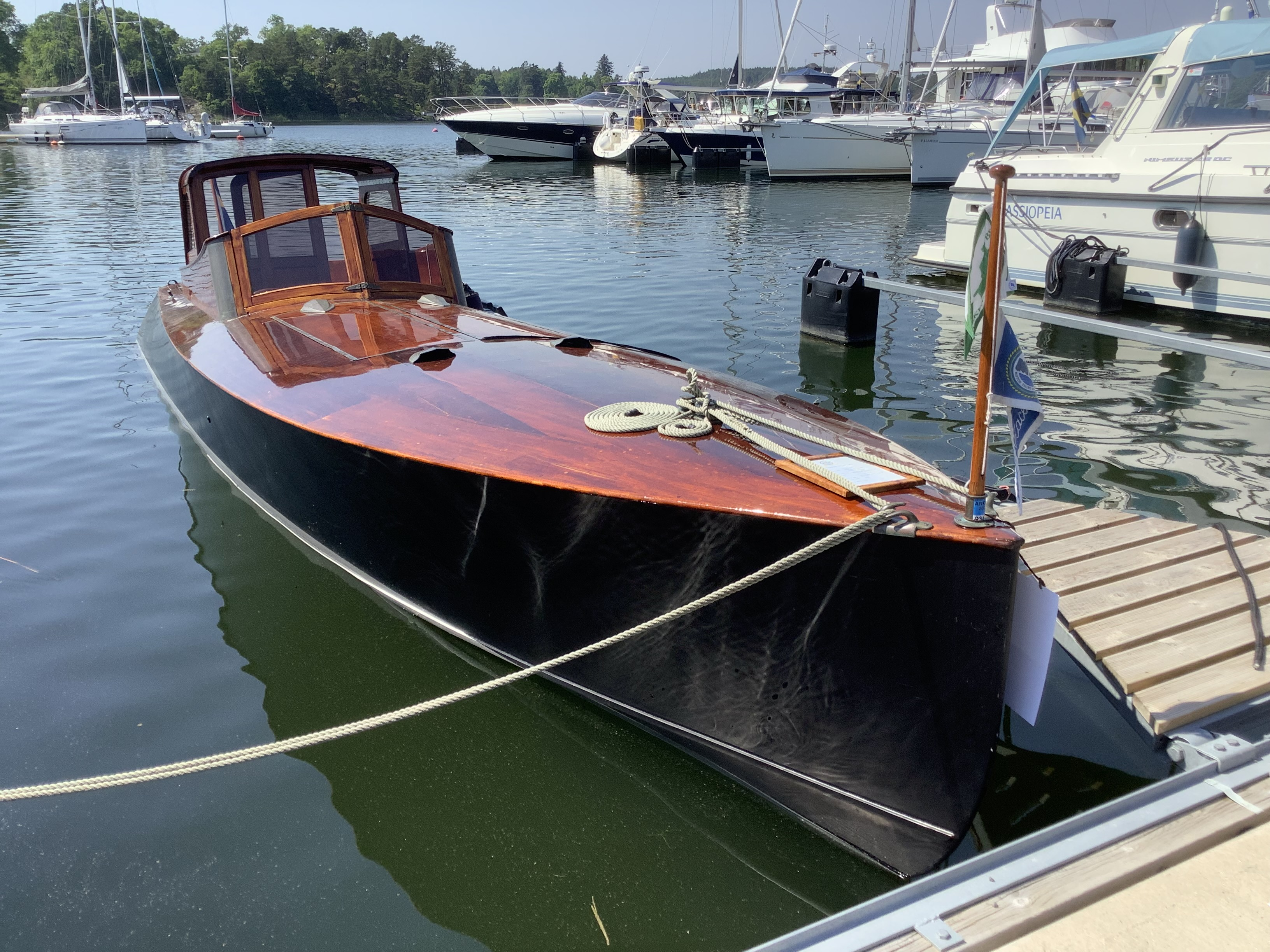
Runabout/strykjärnsracer Greta i Gustavsbergs hamn, 2021.

Carl Einar Plym, född 14 oktober 1899 i Saltsjöbaden, död 13 april 1930 utanför Dalarö, var en svensk motorbåtskonstruktör.
Carl Plym var äldste son till August Plym och Fredrique Bengtzen i en barnskara på sju. Yngre bröder var bland andra Gustav och Bengt (1906–1966) Plym. Han utbildade sig till mariningenjör på Kungliga Tekniska högskolan i Stockholm med examen 1924. Han tog samma år över som varvschef för Stockholms Båtbyggeri AB efter fadern, som avlidit. 
Carl Plym konstruerade bland annat den så kallade plymdroskan, en passbåt som serietillverkades 1930 och då var Sveriges första serietillverkade typmotorbåt. 
Han omkom i en flygolycka utanför Dalarö i april 1930. Carl Plym är gravsatt på Skogsö kyrkogård.

## Båtar konstruerade av Carl Plym i urval
- 1924 Krull, passbåt
- 1928 Greta, runabout/strykjärnsracer
- 1929 Eva, passbåt (plymdroska)
- 1929 Vitesse II